# Truid Blaisse-Terwindt
Geertruida (Truid) Blaisse-Terwindt (Amsterdam, 4 april 1917 – Amerongen, 27 december 2002) was een Nederlands hockey- en tennisspeelster.

## Loopbaan
Truid (ook wel Trui of Truitje) Terwindt was in de jaren 1930 actief als hockey- en tennisspeler. Zij debuteerde in 1931 als veertienjarige in het eerste dameselftal van de Amsterdamsche Hockey & Bandy Club. In 1932 was zij nationaal tenniskampioen bij de jeugd. Tussen 1933 en 1935 verbleef zij op een buitenlandse kostschool.
In 1936 was Terwindt drievoudig nationaal tenniskampioen met titels in het enkelspel, damesdubbelspel (met Madzy Rollin Couquerque) en gemengd dubbelspel (met Joop Knottenbelt). De titels in het enkelspel en het damesdubbelspel prolongeerde zij in 1937. In deze periode kwam zij tevens negen keer uit voor de nationale hockeyploeg. Met haar club werd zij in 1937 en 1938 landskampioen. Na haar huwelijk met sportbestuurder Huib Blaisse in 1938 beëindigde zij haar hockeycarrière. 
In 1946 won zij als Truid Blaisse-Terwindt opnieuw de nationale tennistitels in het enkelspel, damesdubbelspel en gemengd dubbelspel. In totaal behaalde zij dertien nationale titels, de laatste in 1949. Zij kwam internationaal uit op Roland Garros en Wimbledon. Voor Nederland kwam Blaisse-Terwindt tot 1960 uit in vrijwel alle damesinterlands. Na haar actieve loopbaan was zij als bestuurder werkzaam voor de KNLTB.
Blaisse-Terwindt was moeder van zeven kinderen, waaronder Olympisch roeier Steven Blaisse. Zij overleed in 2002 op 85-jarige leeftijd.